# تپه چشمه پهن
تپه چشمه پهن مربوط به سده‌های اولیه و میانه دوران‌های تاریخی پس از اسلام است و در شهرستان ملایر، بخش جوکار، دهستان جوکار، روستای چشمه پهن ننج واقع شده و این اثر در تاریخ ۷ اسفند ۱۳۸۶ با شمارهٔ ثبت ۲۱۶۰۶ به‌عنوان یکی از آثار ملی ایران به ثبت رسیده است.